# 장재성
장재성(張載性, 1908년 11월 20일 - 1950년 7월 5일)은 1929년 광주 학생 독립 운동의 지도자 중의 한 사람이다.

## 소년시절
융희 2년(서기 1908년) 전남 광주군 광주면 금계리에서 광주면의 회계공무원이었던 아버지 장원용과 어머니 최예언 사이에서 1남 1녀중 첫째로 태어났다. 그렇게 어렵지 않은 가정형편으로 광주서석보통학교를 졸업한후 장재성은 광주고등보통학교에 진학한다. 당시 광주 기독청년회는 1920년부터 비롯해 매년 광주 소년 야구대회를 개최했다. 이 대회에는 누문동/북동팀, 양림팀, 남동팀, 대인팀, 형평사 팀(백정들의 모임) 5개팀이 출전했다. 이때 장재성은 남동팀의 주요선수였다. 이 소년야구대회의 우수선수들을 중심으로 '광주대표팀'을 구성했는데, 단장에 김철주, 투수 김복실, 포수 최인봉(후일 최인식으로 개명), 선수에 장재성, 최동문, 김태봉, 문수명, 전길언, 서형남 등이 있었다.

## 청년시절
광주지역에서는 당시의 학생들의 비밀 지하조직으로 1926년 11월 3일 성진회(醒進會)가 광주고등보통학교 생도와 광주농업학교 생도 15명으로 조직되었다. 이 성진회는 광주고등보통학교 학생이던
장재성, 왕재일과 광주농업학교 학생이던 박인생 등이 중심이되어 조직되었는데, 그 배후에는 제3차 조선공산당의 전남지부 위원장인 강석봉과 청년학생부 책임위원인 지용수가 있었다. 성진회의 조직목적은 "궁극적으로는 조선민족의 독립과 공산주의 사회의 실현을 위해 우선 공산주의 이론을 연구하는 것" 이었다.
성진회는 총무에 왕재일, 서기에 박인생, 회계에 장재성을 결정하고 매월 2차례씩 만나 사회주의를 연구하였다. 회원으로는 광주고등보통학교 학생과 광주농업학교 학생을 비롯한 15명이었다.
1927년 3월, 광주고등보통학교를 졸업한 장재성은 일본 도쿄에 있는 주오 대학 예과에 입학했다. 유학생활 중에도 그는 조선에 있을 때와 같이 사회과학에 관심을 갖고 계속 활동하고 있었다. 도쿄에서 그는 조선인 유학생 연구모임중 하나인 신흥과학연구회에 가입하여 활동하였다. 신흥과학연구회는 1926년 11월 결성되어 기관지 <신흥과학>을 발행하고 있었으며, 1928년-29년 당시 학생운동에 관한 이론에서 가장 높은 수준을 보여주었다.
장재성과 항상 어울려 다니며 동경 경시청의 요주의인물로 되었던 사람들은 김태일金泰日(주오대), 최동문崔東文(메이지대), 최인식崔仁植(법정대), 김송우金松宇(와세다대), 김삼봉金三峰(와세다대), 김창모金昌模(동의東醫대), 김백원金白元(법정대), 김응복金應福(전수專修대) 등이었다. 또한 장재성은 유학중에도 성진회원들과 연계를 갖고 있어서 방학때면 반드시 광주에 돌아와 일본에서 입수한 사회과학 서적들을 후배들에게 나누어 주며 읽혔다고 한다.

## 항일운동

### 광주학생독립운동의 지휘부로 활약
1928년에 들어서 광주지역에서는 광주고등보통학교에서 소위 이경채李景采사건이라고 불리는 항일비라 살포사건이 있었고 잇단 동맹휴학등의 방법으로 학생운동이 활발하게 전개되었다. 또한 이 시기 4차 조선공산당이 파괴되자, 공산당 재건작업이 공산당 전남도당 재건조직인 야체이카(cell이란 뜻의 러시아어)인 강석봉姜錫奉, 김재명金在明(고려 공산청년회 전남책임비서), 지용수池龍洙,
강석원姜錫元, 장석천 張錫天이 중심이 되어 이루어졌고, 이들은 표면적으로는 광주지역 운동권의 핵심인 전남청년연맹의 주요 간부진(장석천이 위원장)을 이루고 있었다.
바로 이러한 때 1929년 6월 중순 장재성은 일본에서 귀국했다. 그는 당시 광주지역내 각 학교에 개별적으로 조직되어 있던 사회과학연구의 독서회원을 두루 만나 독서회 중앙부 라는 비밀결사를 조직했다.
독서회는 부서를 책임비서, 조사선전부, 조직교양부, 출판부, 재정부로 나누었으며 장재성은 책임비서로서 회를 통솔하였다.
독서회 중앙부는 중앙부원의 손으로 각 학교별로 독서회를 조직하고 중앙부에 연락을 도모할 것과 학교별 결사회원에게는 중앙부의 존재를 절대 비밀로 하였다.
이러한 새로운 지침에 따라 학교별로 독서회가 새로히 조직되었다. 그해 6월하순 광주고보 학생 약 20여명은 비밀조직 독서회를 조직하고 김상환金相奐이 대표를 맡는다. 또한 6월하순 농업학교, 9월중순 광주
사범학교, 그리고 광주여자고보에서도 장재성의 누이동생인 장매성張梅性이 중심이 되어 11월초에 소녀회라는 독서회가 조직되었다.
1929년 11월 3일 조선인학생들과 일본인학생들 사이에 광주역驛전前에서 충돌하는 사건이 발생하면서 제1차 시위가 자연발생적으로 일어났다. 이 시위로 조선인학생 수십명이 체포되었는데 장재성은 이에 대한
조직적, 계획적 대응을 모색했다. 장재성은 당시 광주청년동맹의 간부들인 장석천, 강석원, 박오봉朴五鳳, 나승규羅承奎, 최인식崔仁植 등과 수차례의 모임을 갖고 이번 시위를 계기로 광주만이 아닌 전국적
차원에서 조직적 항일운동을 일으키기로 의견을 모았다. 이에 따라 광주지역 학생의 시위지도를 책임맡은 장재성은 광주고보 오쾌일吳快一등 3명, 사범학교의 이신형李信珩등 2명, 농업학교의 조길룡曺吉龍등
2명과 연락을 취하여 광주지역의 각 학교 시위를 지시하였다.
드디어 11월 12일 수업 시작종을 신호로 학생들은 일제히 교문을 뛰쳐나와 [식민지적 노예교육을 철폐하라], [일본 제국주의를 타도하자], [피압박민족 만세]등의 구호를 외치며 거리로 쏟아져 나왔다.
장재성이 1929년 6월 하순부터 각 학교에 결성해 두었던 독서회원들이 수백장의 유인물을 뿌리며 시위를 주도해 나갔다. 이 과정을 총지휘한 것은 물론 독서회 중앙부의 책임비서 장재성이었다.
그 후 광주학생운동은 광주에서만 그치지 않고 전국확산의 책임을 맡았던 장석천(전남청년연맹 위원장 겸 신간회 광주지회 총무간사)의 활동과 신간회 전국조직과 조선청년 총동맹의 조직적 후원에
힘입어 1930년 3월까지 전국적으로 확산되어 학생시위는 참가학교 총 320개교(만주지역 32개교 포함), 참가학생 수 6만명을 넘었다. 3.1운동이후 최대의 민족운동이었다.
1929년 11월 12일 광주지역 제2차 시위가 발생한 이후 장재성은 260여명의 학생들과 함께 구속되었다. 장재성은 광주지방법원에서 7년형을, 대구 복심覆審(항소심)법원에서 4년형을 선고받았는데, 이는 학생운동 관련자중 가장 많은 형량이다.

### 신흥과학회사건으로 다시 3년 옥고
1934년 출소한 장재성은 부모의 권유로 중단되었던 대학학업을 마치기 위해 다시 일본 유학길에 올라 주오 대학 상경과를 졸업했다. 이때 1929년 10월 결혼했던 부인 박옥희도 함께 일본에 가 일본에서 2년제
전문학교를 마쳤다. 일본에서의 생활 역시 계속 경찰의 감시를 받았으나 신흥과학연구회를 중심으로 활동을 계속했다. 그는 이 시기 신흥과학연구회 활동과 관련하여 1937년 다시 형무소에 구속되어 경남 왜관
으로 이송되었으나, 기소되지 않은채 미결인채로 3년간이나 감옥생활을 하다가 불기소 처분되어(일제시대에는 미결 구금일수의 제한이 없었음), 1940년에 출소하였다.
광주서중西中학교(광주고보가 6년제로 바뀌면서 개칭)의 후배들이 독서회를 만들겠다며 선배인 장재성을 찾아와 독서회 명칭에 자문을 구하자 무등회로 명명해 주었다고 한다.
이 무등회가 1943년의 제2차 광주학생사건을 일으키는 핵심조직이 된다.
1943년부터 해방때까지 장성군 진원면珍原面에서 양조장을 경영했다고 한다. 여기서 그는 마을 청년회를 조직하여 20명-30명의 학생들을 데리고 함경도 장진까지 봉사활동을 하였다고 한다.

## 해방후의 활동
1945년 8월 17일 전남 건국준비위원회(위원장: 최흥종崔興琮목사)가 결성된 이후 전남 건준은 신속하게 각 시군의 건국준비위원회를 결성하게 된다. 8월 30일 광주 건국준비위원회가 결정되었다.광주시 건준위원으로는 서우석徐禹錫(위원장), 박영종朴永鍾, 장재성(조직부장), 이덕우李德宇, 최한영崔漢泳등 33명이 선출되었다.
1945년 11월 3일 광주서중 교정에서 해방후 광주학생독립운동의 첫 기념행사가 열렸다. 여기서 장재성이 사자후를 토했다.
장재성은 광주 건준활동이외에도 청년동맹 전남총연맹에서 활동했다. 그는 1945년 12월 2일 광주 청년동맹 대회에서 의장으로 선출되었다. 그 후 청년동맹은 민주청년연맹으로 개편되었다.
이와함께 그는 1946년 2월 15일 서울에서 열린 <전국 민주주의 민족전선>(약칭 민전 -> 民戰) 결성대회에 전남대표 14중 한명으로 참가하였다. 장재성은 민전 준비위원회에서 총무부 소속으로 활동하지만 웬일인지 민전의 부서 책임자 선발에서는 배제되었다.
1948년 남한의 총선거가 진행되면서 총선거를 반대했던 좌익들 중 일부는 북한으로 건너가 제주 4.3 사건 문제를 성토하고 북한정권 수립을 위한 해주(海州) 남조선 인민대표자회의를 진행한다. 이때 장재성도 이 모임에 참석한 것으로 알려진다. 그런데 장재성의 명단은 당시 대의원명단에 보이지 않고 있다. 장재성은 1949년 7월 일본을 경유하여 귀국했으나 체포되어 7년형의 선고를 받고 광주 형무소에 수감되었다.
6.25 남침이 일어나자 경찰은 후퇴하면서 형무소내의 좌익사범들을 처형했다. 이때 장재성도 처형당하면서 41세의 삶을 마감했다.

## 참고 문헌
- 무등일보, 1993년 5월 29일, 광주전남 인물현대사 48회,
- 光州學生獨立運動史, 1996,
- 光州學生獨立運動史, 1974,
- 독립운동사 9권:학생독립운동사, 1977,
- 독립운동사자료집 13집, 1978,
- 최진, 격랑, 역사의 현장에서, 2010,
- 광주시사, 제2권 체육편, 484-486,
- 特高月報, 社會運動の 狀況, 內務省警務局, 1938.